# Salzwedel
Salzwedel este un oraș din landul Saxonia-Anhalt, Germania.
Orașul a fost membru al alianței politice, militare și economice al Ligii Hanseatice originare (1267 - 1862).